# O Despertar da Primavera

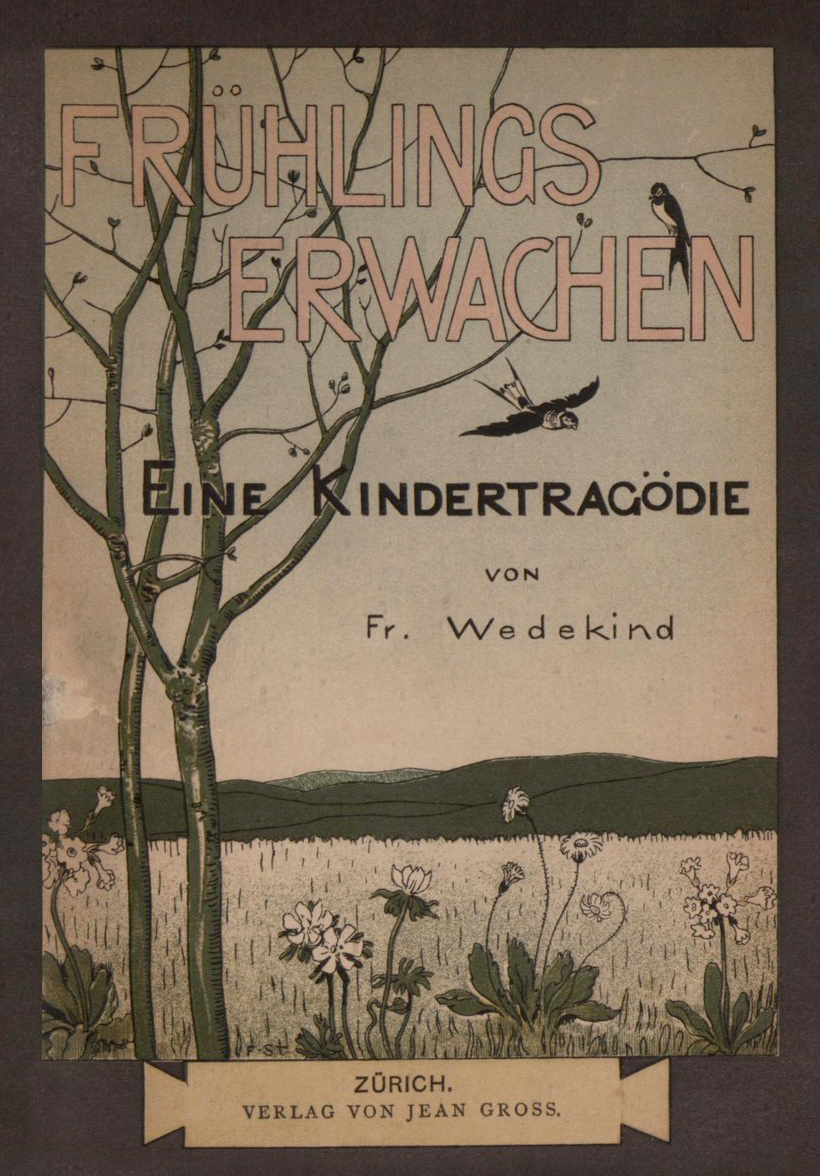
O Despertar da Primavera, capa da edição original de 1891

O Despertar da Primavera (em alemão:  Frühlings Erwachen) é a maior peça do dramaturgo alemão Frank Wedekind e um trabalho seminal da história moderna do teatro. Foi escrito entre o outono de 1890 e a primavera de 1891, mas não recebeu a sua primeira atuação antes de 20 Novembro de 1906, quando foi premiado pela Deutsches Theater em Berlim sob a direção de Max Reinhardt. Esta levou o subtítulo de  Uma Tragédia Infantil. A peça critica a sociedade alemã do fim do século XIX que possuía uma cultura que oprimia a sexualidade e é uma dramatização viva de fantasias eróticas. Por conta disso, a peça foi frequentemente censurada.
A sua primeira atuação em inglês foi no ano de 1917 na cidade de Nova Iorque. Nesta cidade a peça foi também ameaçada de censura.
A sua adaptação musical foi feita em off-Broadway em 2006 e movida para Broadway, onde ganhou 8 Tony Awards, incluindo o prêmio de melhor musical.
No Brasil, o musical surgiu por ação de Charles Möeller e Claudio Botelho, no Rio de Janeiro, em 21 de Agosto de 2009.

## Personagens
Wendla Bergmann: No início da peça Wendla acaba de completar 14 anos. Vive com dúvidas sobre sexo, mas nunca chega a obter respostas. É estuprada por Melchior no meio do segundo ato e acaba engravidando, mas não sabe como isso aconteceu. Toma a pílula para tentar abortar mas acaba morrendo.
Melchior Gábor: Melchior tem 14 anos e é um jovem inteligente, de boa família e é considerado o terceiro melhor aluno da sua turma. Desde cedo que se questiona sobre sexualidade, ética e religião. Este torna-se ateu após se ter questionado e adepto de filosofias que se baseiam no instinto humano. É o melhor amigo de Moritz e conversa com este durante a peça sobre sexualidade. Por ter mais conhecimento deste ramo que Stiefel, acaba escrevendo um "livro" ilustrado onde explica a sexualidade que é destinado a esclarecer Moritz. Melchior sente-se atraído por Wendla mas também se sente intrigado por não compreender o porque de esta ajudar os pobres e ter prazer, e também pelo fato de este "prazer" ser uma prova a favor perante Deus.Em um destes encontros com Weldla ele a estupra e a acaba engravidando;No fim os seus pais mandam-no para um reformatório sob a acusação de ser responsável pela morte de Wendla e Moritz.
Moritz Stiefel: Moritz é o melhor amigo de Melchior. É um adolescente cheio de duvidas, inseguro e sexualmente inculto. Não é capaz de assumir a responsabilidade de ter nascido e por isso acaba se suicidando.
Ilse: Um amiga de infância de Melchior, Moritz e Wendla. Tem uma vida boêmia e é promiscua. É a última pessoa que fala com Moritz antes da sua morte.
Hanschen (Hänschen) e Ernst: São dois amigos de Melchior que descobrem que são gays. Durante a peça confessam o seu amor um ao outro.
Otto, Georg, Lämmermeier e Robert: Colegas de Moritz e Melchior. Riram de Moritz quando este ameaçou matar com um tiro. Otto teve um sonho sexual com a mãe.
Thea e Martha: São as amigas de Wendla. Martha tem um fixação por Moritz. Thea sente-se atraída por Melchior.
Frau Bergmann: Mãe de Wendla que não aceita a fato de a sua filha crescer rapidamente e recusa contar-lhe a verdade sobre a reprodução.
Fanny Gábor: Mãe de Melchior. Confia no seu filho e recusa que este va para um reformatório
Herr Gabor: Pai de Melchior.
Sonnenstich: Diretor da escola que expulsa Melchior por ter escrito o "livro" ilustrado
Knuppeldick, Zungenschlag, Fliegentod, Hungergurt: Professoras da escola de Melchior
Pastor Kahlbauch: O pároco da cidade. Realiza o funeral de Moritz.
O homem mascarado: Um misterioso e estranho indivíduo que aparece no final e devolve a esperança a Melchior.